# Зеленевская
Зеленевская — деревня в Няндомском районе Архангельской области.

## География
Находится в юго-западной части Архангельской области на расстоянии приблизительно 35 км на восток-северо-восток по прямой от административного центра района города Няндома на запад от озера Большое Мошинское на восточном берегу озера Зеленовское.

## История
В 1873 году здесь было учтено 6 дворов, в 1905 — 7. Тогда деревня входила в Каргопольский уезд Олонецкой губернии. До 2022 года входила в Мошинское сельское поселение до его упразднения.

## Население
Численность населения: 39 человек (1873 год), 52 (1905), 27 (русские 100 %) в 2002 году, 18 в 2010.